# Andrea Navarra
Andrea Navarra (Cesena, 25 febbraio 1971) è un pilota di rally italiano.

## Biografia
Dopo aver debuttato nel 1989 a bordo di una Fiat Ritmo ha conquistato la sua prima vittoria importante al Rally Golfo dell'Asinara nel 1993 guidando una Lancia Delta HF del team Jolly Club. Nel 1995 Navarra corre nel Mondiale per la HF Grifone con la Toyota Celica GT Four ST205 in coppia con Renzo Casazza; il miglior risultato che ottiene è l'ottavo posto al Catalunya-Costa Brava.
Nel 1996 entra in orbita Subaru, correndo ancora qualche gara del Mondiale dove ottiene il settimo posto al Tour de Corse; nel Mondiale ottiene ancora un nono posto al Catalunya 2000 con la Toyota Corolla WRC e un ottimo quarto posto al Sardinia Rally del 2004 su Subaru Impreza WRC.
In carriera ha ottenuto ventidue vittorie, l'ultima all'Adriatico 2011 su Mini Cooper RRC, dopo tre anni dal Salento 2008 ma anche la prima dopo tre anni sulla Grande Punto Abarth e dopo un digiuno che durava dal Costa Smeralda 2005 vinto sulla Mitsubishi Lancer Evo IX, che aveva portato al primo successo in Italia al San Crispino 2005. Navarra è campione italiano, Europeo zona sud e Vincitore Trofeo Terra nel 2004 con la Subaru Impreza Sti N4 dell'Aimont Racing, dopo due anni di vittorie nel Trofeo Rally Terra sulla Subaru WRC. Nel 2001 Vincitore Trofeo Fiat Punto e Campione Italiano 2 Ruote Motrici Kit 1600 .I suoi navigatori sono stati Renzo Casazza, Alessandra Materazzetti, Simona Girelli, Guido d'Amore , Dario d'Esposito, Massi Cerrai e Simona Fedeli, tuttora sua moglie e con la quale ha due figli. Diventa Campione Europeo Rally nel 1998 con la Subaru Impreza WRX.
Assiduo frequentatore e vincitore 7 volte dell'annuale Rally Memorial Bettega che si svolge a Bologna in occasione del Motor Show. Nel 2007, dopo due stagioni con la Mitsubishi, gareggia con la Fiat Grande Punto Super 2000 della Rubicone Corse e con navigatore Guido D'Amore.
Nel 2008 è secondo in campionato con la Punto, dietro a Rossetti; ha vinto al Salento, secondo al San Marino e terzo alla Targa Florio.

## Risultati nel mondiale rally
| 1995 | Scuderia         | Vettura                                       |  |  |    |     |     |    |   |     |  |  |  |  |  |  |  |  | Punti | Pos. |
| ---- | ---------------- | --------------------------------------------- |  |  | -- | --- | --- | -- | - | --- |  |  |  |  |  |  |  |  | ----- | ---- |
| 1995 | H.F. Grifone SRL | Toyota Celica GT-Four Toyota Celica Turbo 4WD |  |  | 17 | Rit | Rit | 17 | 8 | Rit |  |  |  |  |  |  |  |  | 3     | 21º  |

| 1996 | Scuderia | Vettura            |  |  |  |  |  |    |  |     |  |  |  |  |  |  |  |  | Punti | Pos. |
| ---- | -------- | ------------------ |  |  |  |  |  | -- |  | --- |  |  |  |  |  |  |  |  | ----- | ---- |
| 1996 |          | Subaru Impreza 555 |  |  |  |  |  | 12 |  | Rit |  |  |  |  |  |  |  |  | 0     |      |

| 1997 | Scuderia           | Vettura            |  |  |  |  |  |  |  |     |  |  |  |     |  |     |  |  | Punti | Pos. |
| ---- | ------------------ | ------------------ |  |  |  |  |  |  |  | --- |  |  |  | --- |  | --- |  |  | ----- | ---- |
| 1997 | A.R.T. Engineering | Subaru Impreza 555 |  |  |  |  |  |  |  | Rit |  |  |  | Rit |  | Rit |  |  | 0     |      |

| 1998 | Scuderia | Vettura            |  |  |  |  |     |  |  |  |  |  |    |  |  |  |  |  | Punti | Pos. |
| ---- | -------- | ------------------ |  |  |  |  | --- |  |  |  |  |  | -- |  |  |  |  |  | ----- | ---- |
| 1998 | Procar   | Subaru Impreza 555 |  |  |  |  | Rit |  |  |  |  |  | 10 |  |  |  |  |  | 0     |      |

| 1999 | Scuderia   | Vettura         |  |  |  |  |  |  |  |  |  |  |  |    |  |  |  |  | Punti | Pos. |
| ---- | ---------- | --------------- |  |  |  |  |  |  |  |  |  |  |  | -- |  |  |  |  | ----- | ---- |
| 1999 | Jolly Club | Ford Escort WRC |  |  |  |  |  |  |  |  |  |  |  | 10 |  |  |  |  | 0     |      |

| 2000 | Scuderia         | Vettura            |  |  |  |  |   |  |  |  |  |  |  |  |  |     |  |  | Punti | Pos. |
| ---- | ---------------- | ------------------ |  |  |  |  | - |  |  |  |  |  |  |  |  | --- |  |  | ----- | ---- |
| 2000 | H.F. Grifone SRL | Toyota Corolla WRC |  |  |  |  | 9 |  |  |  |  |  |  |  |  | Rit |  |  | 0     |      |

| 2004 | Scuderia | Vettura                   |  |  |  |  |   |  |  |  |  |  |  |  |   |  |  |  | Punti | Pos. |
| ---- | -------- | ------------------------- |  |  |  |  | - |  |  |  |  |  |  |  | - |  |  |  | ----- | ---- |
| 2004 | S600 WRT | Subaru Impreza S9 WRC '03 |  |  |  |  | 9 |  |  |  |  |  |  |  | 4 |  |  |  | 5     | 14º  |

| 2005 | Scuderia | Vettura                    |  |  |  |  |     |  |  |  |  |  |  |  |  |  |  |  | Punti | Pos. |
| ---- | -------- | -------------------------- |  |  |  |  | --- |  |  |  |  |  |  |  |  |  |  |  | ----- | ---- |
| 2005 |          | Mitsubishi Lancer Evo VIII |  |  |  |  | Rit |  |  |  |  |  |  |  |  |  |  |  | 0     |      |

| Legenda | 1º posto | 2º posto | 3º posto | A punti | Senza punti | Ritirato | Squalificato | NP=Non partito C=Gara cancellata | Apice=Power stage |